# 聖安娜修道院教堂

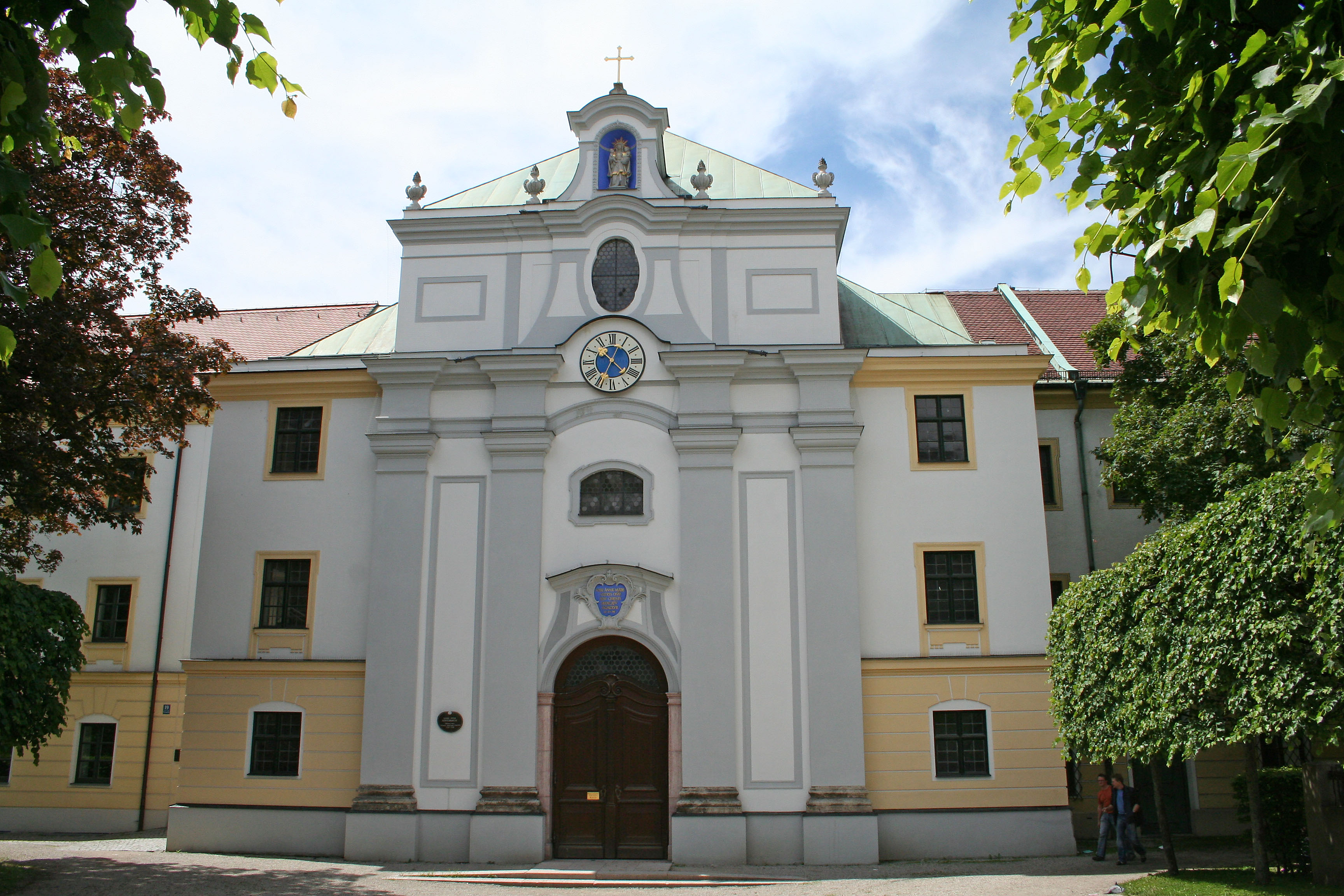
聖安娜修道院教堂

聖安娜修道院教堂（Sankt Anna im Lehel）是德國巴伐利亞州首府城市慕尼黑的一座天主教修道院。這座教堂也是巴伐利亞州首座洛可可式風格的教堂建築。這座教堂的設計者是建築家Johann Michael Fischer，開始修建于1727年。在二戰期間，教堂遭到轟炸。戰後教堂得到修復，但並未復建19世紀的新式建築。

## 外部連結
- Official website （页面存档备份，存于）

48°08′24″N 11°35′9″E / 48.14000°N 11.58583°E